# اضطرابات التغذية العضوية
تنشأ اضطرابات التغذية العضوية عندما يكون هناك تغييرات داخل الكائن الحي والتي تؤثر بشكل مباشر أو غير مباشر على حاجة الكائن إلى البقاء، أو الحاجة إلى الغذاء. على سبيل المثال: عندما يمرض شخص ما، فإن جسمه لا يُشعره بالجوع كما كان من قبل. يمكن أن يحدث هذا أيضًا إذا تم تقليل تناول للشخص للطعام، بمرور الوقت، لن يرغب الشخص في تناول الطعام بنفس القدر وسيقلل من جهده للبحث عن الغذاء.